# 良乡大学城北站

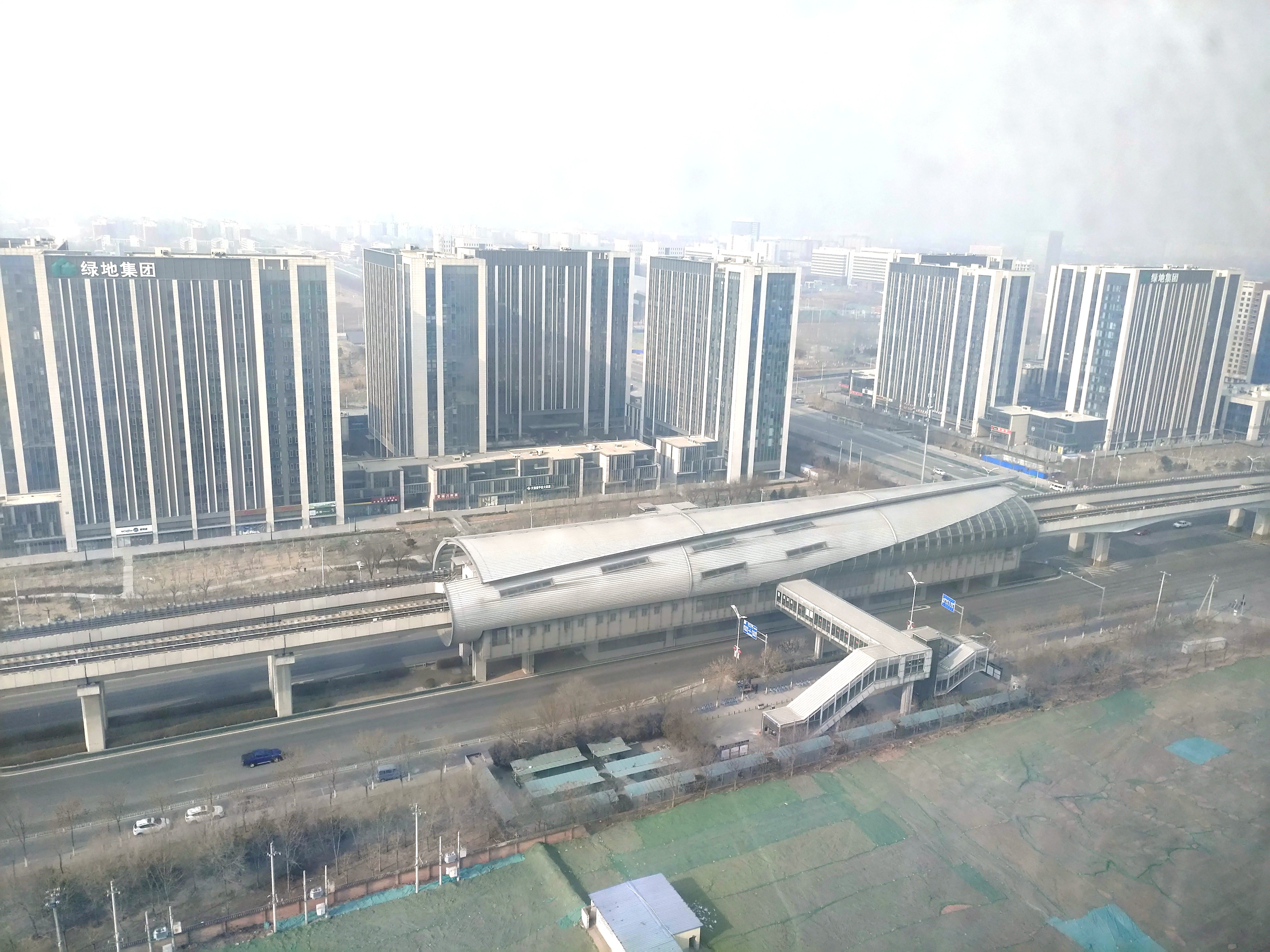
良乡大学城北站鸟瞰图（2020年1月摄）

良乡大学城北站是一个位于中国北京市房山区拱辰街道长于大街、良乡东路交叉口，属于北京地铁房山线的地铁车站。

## 位置
这个站位于北京市房山区良乡东路（东西向）与长于大街（南北向）交汇处以南，呈南北走向。

## 结构

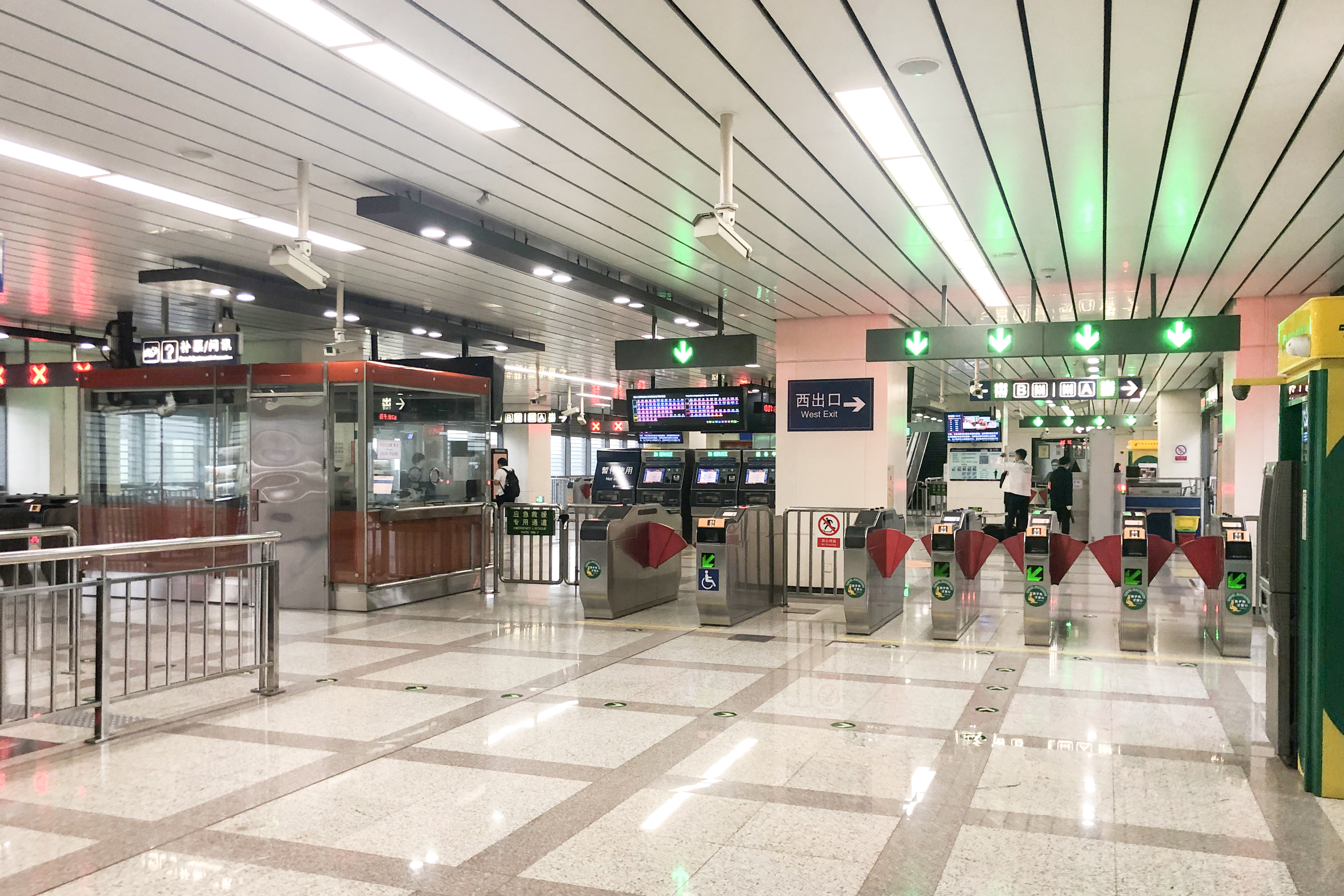
站厅

该站为高架车站，岛式站台设计。

### 车站楼层
| 地上三层 站台层 |                                | █ 房山线非跨线车往东管头南／跨线车往国家图书馆 ( █ 9号线) （广阳城） |
| 地上三层 站台层 | 岛式站台，左側開门             |                                                                      |
| 地上三层 站台层 | █ 房山线往阎村东（良乡大学城） |                                                                      |
| 地上二层 站厅层 | 站厅                           | 客务中心、自动售票机、进出站闸机、往龙湖房山熙悦天街天桥             |
| 地面层          | 出入口                         | A－B出入口                                                           |

## 出入口
|                           |                    |                                              |      |            |  |
| 编号                      | 指示               | 建议前往的目的地                             | 图片 | 无障碍设施 |  |
| 出口 · A · 1 · 升降机标志 | 长于大街、长虹东路 | 北京理工大学附属实验学校、远洋新仕界         |      |            |  |
| 出口 · A · 2              | 长于大街、良乡东路 | 卓秀北街、绿地诺亚方舟、北京理工大学良乡校区 |      | 不適用     |  |
| 出口 · B · 1 · 升降机标志 | 长于大街、良乡东路 | 水碾屯新村、龙湖熙悦天街                     |      |            |  |
| 出口 · B · 2              | 长于大街、长虹东路 |                                              |      | 不適用     |  |
| 出口 · B                  | 熙悦天街           |                                              |      | 不適用     |  |
| 註： 設有                 |                    |                                              |      |            |  |